# Grenspost Bellingwolde
Grenspost Bellingwolde is een voormalig grenskantoor aan de Rhederweg in de Nederlandse gemeente Bellingwedde. De grenspost is door de Commissaris der Koningin mr. W.A. Offerhaus officieel in gebruik gesteld op 3 oktober 1956. De grenspost verving de verder van de grens gelegen oude grenspost. Na de opening werd het voor alle verkeer mogelijk om hier de grens te passeren waardoor er een kortere verbinding ontstond tussen Groningen en Leeuwarden enerzijds en Oldenburg, Bremen en Hamburg anderzijds. De grenspost heeft tot 1993 dienstgedaan waarna de grenscontroles zijn afgeschaft. In september 2020 is het Grenskantoor gekocht door ondernemer Richart Joling om het te restaureren en in gebruik te nemen als kantorencomplex.

## Ligging
De grenspost is gelegen aan de N969 tussen Rhederbrug in Nederland en Rhede in Duitsland. De grenspost bevindt zich op een afstand van ca. 300 meter tot de grens. Ter plaatse van de grens is grenspaal nr. 183-XIII geplaatst. Hier gaat de Rhederweg over in de Duitse Zollstrasse. Voor en naast de grenspost zijn nog steeds parkeerstroken aanwezig. Toen de grenspost nog in gebruik was stonden er aan weerszijden van de Rhederweg een slagboom, een waarschuwingslicht en verscheidene lichtmasten.
Vanaf de jaren 70 werden grenscontroles aan de Nederlands-Duitse grens samengevoegd waardoor douaniers van beide landen vanuit één grenspost werkten in plaats van in ieder hun eigen grenspost aan elke zijde van de grens. Door de relatief grote afstand tussen de grenskantoren aan de Rhederweg/Zollstrasse is bij de grenspost Bellingwolde deze samenvoeging nooit tot stand gekomen.

## Gebouw
Het gebouw is opgetrokken in baksteen en rust op een betonnen funderingsplaat. Ook de dakranden zijn uitgevoerd in beton. Het platte dak heeft twee niveaus, van origine stak hier een gemetselde schoorsteen bovenuit. Aan de voorkant hing een vlaggenmast met de Nederlandse vlag en was een embleem van de marechaussee gemonteerd. Rondom, maar met name aan de voorkant en zijkanten, zijn raampartijen aanwezig voor een goed zicht op het wegverkeer. Het is gebouwd voor rekening van de voormalige gemeente Bellingwolde en werd gehuurd door het ministerie van Financiën.